# Mérk, Szabolcs-Szatmár-Bereg
Mérk  este un sat în districtul Mátészalka, județul Szabolcs-Szatmár-Bereg, Ungaria, având o populație de 2.266 de locuitori (2011). 

## Demografie
Componența etnică a satului Mérk
     Maghiari (81,83%)
     Germani (10,11%)
     Romi (6,83%)
     Români (1,23%)
Componența confesională a satului Mérk
     Romano-catolici (44,17%)
     Reformați (26,83%)
     Greco-catolici (5,21%)
     Fără religie (1,15%)
     Necunoscută (22,37%)
     Ortodocși (0,26%)
     Alte religii (0,79%)
Conform recensământului din 2011, satul Mérk avea 2.266 de locuitori. Din punct de vedere etnic, majoritatea locuitorilor (81,83%) erau maghiari, existând și minorități de germani (10,11%), romi (6,83%) și români (1,23%). Nu există o religie majoritară, locuitorii fiind romano-catolici (44,17%), reformați (26,83%), greco-catolici (5,21%) și persoane fără religie (1,15%). Pentru 22,37% din locuitori nu este cunoscută apartenența confesională.